# Історія парових дорожніх транспортних засобів
Історія парових дорожніх транспортних засобів включає в себе розробку транспортних засобів, що приводяться в рух паровим двигуном для використання на суші і не залежать від рейок, як для звичайного дорожнього використання, таких як паровий автомобіль і паровий вагон, так і для сільськогосподарських або важких вантажоперевезень, таких як тяговий двигун.

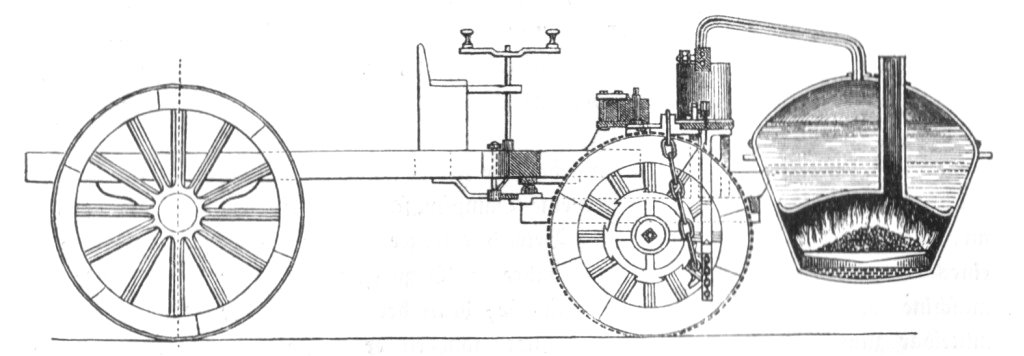
Парова машина Кюньо у розрізі

Перші експериментальні транспортні засоби були побудовані у 18-19 столітті, але тільки після того, як Річард Тревітік розробив використання пари високого тиску, близько 1800 року, мобільні парові двигуни стали практичною пропозицією. У першій половині 19 століття спостерігався значний прогрес у проектуванні парових транспортних засобів, і до 1850-х років стало можливим їх виробництво на комерційній основі. Цей прогрес гальмувався законодавством, яке обмежувало або забороняло використання парових транспортних засобів на дорогах. Тим не менш, з 1880-х по 1920-ті роки відбувалося постійне вдосконалення технології та методів виробництва транспортних засобів, і парові транспортні засоби були розроблені для багатьох застосувань. У 20-му столітті швидкий розвиток технології двигунів внутрішнього згоряння призвів до занепаду парового двигуна як джерела руху транспортних засобів на комерційній основі, і після Другої світової війни залишилося відносно мало таких транспортних засобів, що використовувалися. Багато з цих транспортних засобів були придбані ентузіастами для збереження, і численні приклади все ще існують. У 1960-х роках проблеми забруднення повітря в Каліфорнії викликали короткий період інтересу до розробки та вивчення парових транспортних засобів як можливого засобу зменшення забруднення. Окрім зацікавленості ентузіастів парової енергетики, випадкових копій транспортних засобів та експериментальних технологій, на сьогоднішній день жодні парові транспортні засоби не виробляються.
Перші транспортні засоби з паровим двигуном, які були незвичайними, але не рідкісними, мали значні недоліки, як видно з точки зору 100 років потому. Вони повільно запускалися, оскільки для отримання пари потрібно було кип'ятити воду. Вони використовували брудне паливо (вугілля) і випускали брудний дим. Паливо було громіздким і його доводилося завантажувати на транспортний засіб вручну за допомогою лопати. Двигун потребував води, якщо він використовувався на максимальній швидкості, то вода була потрібна частіше. Більшість транспортних засобів мали металеві колеса і не дуже хороше зчеплення з дорогою. Вони були важкими. Як і піч, гарячий попіл потрібно було прибирати та утилізувати. У більшості випадків користувачеві доводилося робити власне технічне обслуговування. Швидкість була низькою - близько 20 миль (32 км) на годину, а прискорення було дуже повільним. В той же час, на той час це були "високі технології". Пізніші розробки були значно кращими, використовували більш чисте рідке паливо (гас), були оснащені конденсаторами та гумовими шинами і були набагато легшими.

## Ранні першопрохідці
Ранні дослідження парового двигуна до 1700 року були тісно пов'язані з пошуком самохідних транспортних засобів і кораблів, першими практичними застосуваннями з 1712 року були стаціонарні установки, що працювали при дуже низькому тиску, що вимагало двигунів дуже великих розмірів. Зменшення розмірів, необхідне для автомобільного транспорту, означало збільшення тиску пари з усіма супутніми небезпеками, через недосконалість котельних технологій того періоду. Рішучим противником пари високого тиску був Джеймс Уатт, який разом з Метью Боултоном робив все можливе, щоб відмовити Вільяма Мердока від розробки і патентування його парової карети, побудованої і експлуатованої в модельному вигляді в 1784 році. У 1791 році він побудував більшу парову карету, яку йому довелося залишити, щоб зайнятися іншими справами.
Протягом другої половини 18 століття були численні спроби створити самохідні керовані транспортні засоби. Багато з них залишилися у вигляді моделей. Прогрес гальмувався багатьма проблемами, притаманними дорожнім транспортним засобам в цілому, такими як належне дорожнє покриття, відповідна силова установка, що забезпечує стійкий обертальний рух, шини, вібростійкий кузов, гальмівна система, підвіска і рульове управління та інші питання. Можна сказати, що надзвичайна складність цих питань гальмувала прогрес протягом більш ніж ста років, так само як і вороже законодавство.

### Паровий вагон Вербіста
Вважається, що Фердинанд Вербіст побудував, можливо, перший паровий вагон приблизно в 1679 році, але відомо дуже мало конкретної інформації про це. Також здається, що бельгійський транспортний засіб послужив натхненням для італійського Грімальді (початок 1700 р.) та французького Ноле (1748 р.), які стали наступниками парових вагонів.

### Кугно "Fardier à vapeur"
"Machine à feu pour le transport de wagons et surtout de l'artillerie" ("пожежна машина для перевезення вагонів і особливо артилерії") Ніколя-Жозефа Кугно була побудована у двох варіантах, один у 1769 році, а інший у 1771 році для використання у французькій армії. Це був перший паровий вагон, який не був іграшкою, і про який було відомо, що він існує. Фардьє Кугно (Cugnot's fardier) - термін, що зазвичай застосовується до масивного двоколісного візка для перевезення надзвичайно важких вантажів - мав перевозити 4 тонни (3,9 тонни) і рухатися зі швидкістю до 4 км/год (2,5 миль/год). Транспортний засіб був триколісним, з двома задніми колесами і керованим переднім колесом, керованим за допомогою румпеля. Існує багато свідчень того періоду, що цей транспортний засіб дійсно їздив, що робить його, ймовірно, першим, хто зробив це, проте він залишився недовговічним експериментом через притаманну йому нестабільність і нездатність транспортного засобу відповідати заданому армією рівню продуктивності.

### Паровий екіпаж Сімінгтона
У 1786 році Вільям Сімінгтон побудував паровий екіпаж.

### Парова машина Фурнеса та Ешуорта
Британський патент № 1674 від грудня 1788 року був виданий на паровий автомобіль фірми "Фурнесс і Ешворт".

### Паровий вагон Тревітіка
У 1801 році Річард Тревітік сконструював експериментальний паровий екіпаж (Puffing Devil), який був оснащений топкою, укладеною в котел, з одним вертикальним циліндром, рух єдиного поршня якого передавався безпосередньо на ведучі колеса за допомогою шатунів. Повідомлялося, що він важить 1520 кг з повним завантаженням і розвиває швидкість 14,5 км/год (9 миль/год) по рівній місцевості. Під час своєї першої поїздки він залишився без нагляду і "самознищився". Незабаром Тревітік побудував Лондонський паровий вагон, який успішно курсував у Лондоні в 1803 році, але підприємство не привернуло інтересу і незабаром було закрито.
У контексті транспортного засобу Тревітіка англійський письменник на прізвище Міклхем у 1822 році ввів термін "паровий двигун":
"Він демонструє в конструкції найкрасивішу простоту частин, наймудріший вибір відповідних форм, найзручніше і найефективніше розташування і з'єднання, що поєднує силу з витонченістю, необхідну міцність з найбільшою портативністю, володіє необмеженою потужністю з чудовою пластичністю, щоб пристосувати її до різного опору: його дійсно можна назвати паровим двигуном".

### Парове судно-амфібія Еванса
У 1805 році Олівер Еванс побудував Oruktor amphibolos (буквально "земснаряд"), паровий земснаряд з плоским дном, який він модифікував, щоб бути самохідним як на воді, так і на суші. Широко вважається, що це перший амфібійний транспортний засіб, а також перший дорожній транспортний засіб з паровим двигуном, який експлуатувався в Сполучених Штатах. Однак жодних креслень машини не збереглося, і єдині розповіді про її досягнення походять від самого Еванса. Пізніший аналіз описів Еванса дозволяє припустити, що двигун потужністю 5 к.с. (3,7 кВт) навряд чи був достатньо потужним для переміщення машини по суші або воді, і що обраний маршрут для його демонстрації мав би використовувати силу тяжіння, річкові течії та припливи, які б сприяли просуванню машини. Земснаряд не мав успіху, і після кількох років простою, був розібраний на запчастини.

### Паровий екіпаж "Саммерс" і "Огле"
Приблизно в 1830 або 1831 році фірма Summers and Ogle, що базувалася на чавуноливарному заводі в Міллбруку, Саутгемптон, виготовила два триколісних парових екіпажі.
У 1831 році представник фірми Натаніель Огл дав свідчення про паровий вагон "Спеціальному комітету Палати громад з питань парових вагонів".
У 1832 році один з їхніх парових вагонів здійснив подорож через Оксфорд до Бірмінгема та Ліверпуля.
У червневому газетному повідомленні 1833 року описується демонстрація в Лондоні:
Минулої суботи містер Натаніель Огл у супроводі кількох дам, разом з містером Г. Бердеттом, містером Макгарі, містером К. Бішоффом, містером Беббеджем та іншими джентльменами вирушив у своєму паровому екіпажі від базару на Кінг-стріт до Портман-сквер, щоб заїхати до містера Ротшильда в його резиденцію на Стемфорд-хіллі. Транспортний засіб, хоча і проїхав по дорогах майже шістсот миль, перебуває у справному стані. Спочатку було відчутно невелику кількість відпрацьованої пари, поки котли і корпус не нагрілися. Відстань у сім миль було подолано, незважаючи на завантаженість доріг, за тридцять одну хвилину, а раптовий і вузький підйом до будинку пана Ротшильда був виконаний з ідеальною точністю, чого важко було очікувати від такого довгого і громіздкого транспортного засобу. Місіс і містер Ротшильди прийняли гостей дуже привітно і люб'язно, і після частування вони повернулися на Бейкер-стріт.

## Ранні послуги парових карет
Більш комерційно успішними на деякий час, ніж карета Тревітіка, були парові карети, що експлуатувалися в Англії в 1830-х роках, головним чином, партнерами сера Голдсворті Герні та Уолтером Хенкоком, а також у Шотландії Джоном Скоттом Расселом. Однак високі дорожні збори, введені Законами про шосейні дороги, перешкоджали використанню парових автомобілів і на короткий час дозволили продовжити монополію кінної тяги, поки в 1840-х і 1850-х роках не були створені залізничні магістралі.
Сер Джеймс К. Андерсон та його інженерний партнер Джаспер Уілер Роджерс були першими, хто привіз парові транспортні засоби до Ірландії. Роджерс і Андерсон створили свої версії цих пристроїв у 1830-х і на початку 1840-х років, де вони виступали за створення транспортної мережі по всьому острову, яка б використовувала ірландські поштові карети. У статті 1838 року в газеті Cork Southern Reporter про "паровий екіпаж, або карету для загальних доріг" Андерсона розповідається, як Андерсон і його батько (обидва з замку Баттевант) витратили "цілий статок на будівництво двадцяти дев'яти невдалих екіпажів, щоб досягти успіху в тридцятому". Джаспер Роджерс будував свої ірландські парові екіпажі на колишньому заводі з виробництва безбарвного скла, Форт Кристал, розташованому на місці, яке зараз відоме як Східний мур Дубліна.
Супроводжуючи інтереси Роджерса і Андерсона в удосконаленні ірландських перевезень товарів і людей, вони особливо відстоювали парові індивідуальні транспортні засоби, тому що оператори, персонал дорожньої мережі і робочі бригади, необхідні для обслуговування системи, були набагато ширшими, ніж ті, що використовувалися лише залізничною системою, в той час, коли Роджерс і Андерсон намагалися максимізувати зайнятість ірландських робітників, які отримували заробітну плату. Вони бачили, що їхній безпосередній конкурент, залізниця, значно зменшить потребу в робочій силі в транспортній інфраструктурі Ірландії. Аналогічно, національна залізнична система скоротить, а не розширить внутрішньоострівні напрямки подорожей. Система парового транспорту Роджерса і Андерсона вимагала численних станцій для заправки і постачання прісної води, і в той же час, на цих станціях могла розміщуватися "дорожня поліція", а також телеграфні депо. По суті, більшість ірландських сіл, незалежно від того, наскільки вони віддалені, брали б участь у цій грандіозній мережі парового транспорту. Місцеві жителі могли б заробляти додаткові гроші, перевозячи каміння до заправних станцій, каміння, яке використовувалося б для будівництва, ремонту або утримання доріг. Крім того, кожне село потребувало б місцевої дорожньо-ремонтної бригади.

## Військове застосування парової дорожньої техніки
Під час Кримської війни (1853-1856) тяговий двигун використовувався для тяги декількох відкритих вантажівок.
У 1870-х роках багато армій експериментували з паровими тягачами, що тягнули автопоїзди з вагонів постачання.
До 1898 року в Англії на військових маневрах використовувалися автопоїзди з паровими тягачами, що складалися з чотирьох вагонів.
У 1900 році компанія John Fowler & Co. надала броньовані автопоїзди для використання британськими військами у Другій англо-бурській війні.

## Вікторіанська епоха пари
Хоча інженери розробили геніальні дорожні транспортні засоби з паровим двигуном, вони не користувалися таким же рівнем прийняття і розширення, як парова енергія на морі і на залізницях в середині і наприкінці 19-го століття "Епохи пари".
У 1841 році Рансом побудував портативну парову машину, тобто фермерську парову машину на колесах, яку перевозили від ферми до ферми кіньми. Наступного року Ренсомс автоматизував його і змусив двигун сам під'їжджати до ферм.
Суворе законодавство практично усунуло механічні транспортні засоби з доріг Великої Британії на 30 років - Закон про локомотиви 1861 року встановив обмеження швидкості для "дорожніх локомотивів" у 5 миль/год (8 км/год) у містах і 10 миль/год (16 км/год) у сільській місцевості. У 1865 році Закон про локомотиви того ж року (відомий Закон про червоний прапор) ще більше знизив обмеження швидкості до 4 миль/год (6,4 км/год) по країні і лише до 2 миль/год (3,2 км/год) у містах, додатково вимагаючи, щоб перед кожним транспортним засобом була людина з червоним прапором (червоним ліхтарем у темний час доби). У той же час, закон надав місцевим органам влади повноваження визначати години, протягом яких будь-який такий транспортний засіб може користуватися дорогами. Виняток становили лише вуличні трамваї, які з 1879 року мали право рухатися за ліцензією Ради торгівлі.
У Франції ситуація кардинально відрізнялася від сфери дії міністерської постанови 1861 року, яка формально дозволяла рух парових транспортних засобів на звичайних дорогах. Хоча це призвело до значного технологічного прогресу протягом 1870-х і 1880-х років, парові транспортні засоби, тим не менш, залишалися рідкістю.
До певної міри конкуренція з боку успішної залізничної мережі зменшила потребу в парових транспортних засобах. Починаючи з 1860-х років, увага була зосереджена на розробці різних форм тягових двигунів, які можна було б використовувати або для стаціонарних робіт, таких як розпилювання деревини та молотьба, або для транспортування великогабаритних вантажів, занадто об'ємних для перевезення залізницею. Парові вантажівки також були розроблені, але їх використання, як правило, обмежувалося місцевим розподілом важких матеріалів, таких як вугілля та будівельні матеріали із залізничних станцій та портів.

### Паровий автомобіль Рікетта Букінгемського
У 1854 році Томас Рікетт з Букінгем побудував перший з декількох парових вагонів, а в 1858 році він побудував другий. Замість того, щоб виглядати як паровий вагон, він нагадував невеликий локомотив. Він складався з парового двигуна, встановленого на трьох колесах: двох великих задніх ведучих і одного меншого переднього колеса, за допомогою якого здійснювалося керування транспортним засобом. Вага машини становила 1,5 тонни і була дещо легшою, ніж парова машина Рікетта. Усе це приводилося в рух ланцюговою передачею, а максимальна швидкість досягала дванадцяти миль на годину.
Через два роки, в 1860 році, Рікетт побудував подібний, але більш важкий автомобіль. Ця модель мала циліндричну передачу замість ланцюгової. У його остаточній конструкції, що нагадувала залізничний локомотив, циліндри були з'єднані безпосередньо за межами кривошипів ведучої осі.

### Парова машина Роупера
Сильвестр Х. Ропер їздив по Бостону, штат Массачусетс, на паровій машині, яку він винайшов у 1863 році. Один з його парових автомобілів 1863 року потрапив до Музею Генрі Форда, де в 1972 році він був найстарішим автомобілем в колекції. Приблизно в 1867-1869 роках він побудував паровий велоцикл, який, можливо, був першим мотоциклом. Ропер помер в 1896 році від серцевої недостатності під час випробування пізнішої версії свого парового мотоцикла.

### Паровий автомобіль Манцетті
У 1864 році італійський винахідник Інноченцо Манцетті побудував дорожній паротяг. Він мав котел спереду і одноциліндровий двигун.

### Дорожній паротяг Холта
У 1866 році Г.П. Холт побудував невеликий дорожній пароплав. Здатний розвивати швидкість двадцять миль на годину на рівних дорогах, він мав вертикальний котел ззаду і два окремих двоциліндрових двигуна, кожен з яких приводив в рух одне заднє колесо за допомогою ланцюга і зірочок.

### Парова коляска Тейлора
У 1867 році канадський ювелір Генрі Сет Тейлор продемонстрував свій чотириколісний паровий екіпаж на Стенстедському ярмарку в Стенстеді, Квебек, і повторив його наступного року. Основою баггі, яку він почав будувати в 1865 році, була висока колісна карета з розтяжками для підтримки двоциліндрового парового двигуна, встановленого на підлозі.

### Парова велоколяска Мішо-Перро
Приблизно в 1867-1869 роках у Франції комерційний паровий двигун Луї-Гійома Перро був прикріплений до металевої рами велоципеда П'єра Мішо, створивши парову велоципеду Мішо-Перро. Разом з паровим велоциклом Роупера, він міг бути першим мотоциклом. Єдиний екземпляр парового велоцикла Мішо-Перро знаходиться в Музеї Лазурного берега в Сьо, і був включений в експозицію виставки "Мистецтво мотоцикла" в Нью-Йорку в 1998 році.

### Парова карета "Лицар Фарнема"
У 1868-1870 роках Джон Генрі Найт з Фарнема побудував чотириколісний паровий екіпаж, який спочатку мав лише одноциліндровий двигун.

### Парова карета Кетлі та Ейрса Йоркських
У 1869 році невеликий триколісний транспортний засіб, що приводився в рух горизонтальним двоциліндровим двигуном, який приводив у рух задню вісь за допомогою циліндричної передачі, приводилося в рух тільки одне заднє колесо, а інше вільно оберталося на осі. Ззаду був встановлений вертикальний жаротрубний котел з полірованим мідним кожухом над топкою і димарем, котел був укладений в кожух з червоного дерева. Вага становила всього 19 фунтів, а для керування використовувалося переднє колесо.

### Дорожній пароплав "Томсон Единбурзький"
У 1869 році дорожній пароплав, побудований Робертом Вільямом Томсоном з Единбурга, прославився тим, що його колеса були взуті у важкі суцільнолиті гумові шини. Перші дорожні паротяги Томсона, виготовлені в його власній невеликій майстерні в Лейті, були оснащені трьома колесами, причому маленьке одинарне колесо спереду знаходилося безпосередньо під кермом. Шини, товщиною 125 мм (4,92 дюйма), були рифлені зсередини і прилягали до колеса за рахунок тертя. Потім він звернувся до T. M. Tennant and Co з Bowershall Iron and Engine Works, Leith для їх виробництва, але оскільки вони не могли задовольнити попит в 1870 році, частина виробництва була перенесена до Robey & Co з Лінкольна. Протягом наступних двох років фірма Robeys побудувала 32 таких автомобілі, які мали потужність 8 або 12 кінських сил (6,0 або 8,9 кВт). Значна частина була експортована. Серед них один - до Італії (для експерименту громадського транспорту в Бергамо), три - до Австрії (Відень), інші - до Туреччини, Австралії, Нової Зеландії, Індії, Ірландії, Чилі, Росії (Москва) та Греції. Ще один паровий автомобіль Томсона був побудований в 1877 році, але, крім тягових двигунів, компанія Robeys, схоже, припинила виробництво дорожніх парових автомобілів до 1904 року, коли вони почали виробляти парові дорожні вантажівки.

### Паровий пароплав "Кемна" Східно-Прусської дороги
У 1871 році німецький промисловець Юліус Кемна почав продавати англійські парові молотарки. Через кілька років Кемна почав виробляти різні інші парові транспортні засоби (наприклад, дорожні катки), а також високоякісні парові плуги та дорожні парові машини.

### Паровий автобус Рендольфа Глазго
У 1872 році паровий автобус Чарльза Рендольфа з Глазго важив чотири з половиною довгих тонни (5,0 коротких тонн; 4,6 т), був 15 футів (4,57 м) в довжину, але мав максимальну швидкість лише шість миль на годину (9,7 км/год). Два вертикальних двоциліндрових двигуна були незалежними один від одного і кожен приводив в рух одне із задніх коліс за допомогою циліндричної передачі. Весь транспортний засіб був закритий і оснащений вікнами по всьому периметру, перевозив шість чоловік і навіть мав два дзеркала для спостереження за дорожнім рухом, що наближався ззаду, що є найбільш раннім зафіксованим прикладом такого пристрою.

### Паровий автобус Болле
З 1873 по 1883 рік Амеде Болле з Ле-Мана побудував серію пасажирських транспортних засобів з паровим двигуном, здатних перевозити від 6 до 12 осіб зі швидкістю до 60 км/год (37 миль/год), з такими назвами як La Rapide, La Nouvelle, La Marie-Anne, La Mancelle і L'Obéissante. У L'Obeissante котел був встановлений позаду пасажирського салону, а двигун знаходився спереду автомобіля, приводячи диференціал через вал з ланцюговою передачею до задніх коліс. Водій сидів за двигуном і керував за допомогою керма, встановленого на вертикальному валу. За компонуванням він більше нагадував значно пізніші автомобілі, ніж інші парові транспортні засоби. Більш того, в 1873 році він мав незалежну підвіску на всіх чотирьох кутах.

### Парова машина Гренвіля з Гластонбері
У 1875-1880 роках Р. Невілл Гренвілл з Гластонбері сконструював 3-колісний паровий автомобіль, який розвивав максимальну швидкість 15 миль на годину (24 км/год). Цей транспортний засіб досі існує, зберігаючись протягом багатьох років у Брістольському міському музеї, а з 2012 року - в Національному музеї автомобілів, м. Больє.

### Паровий автомобіль Седерхольма Шведського
У 1892 році художник Йоенс Седерхольм і його брат Андре, коваль, сконструювали свій перший двомісний автомобіль, представивши конденсатор в 1894 році. Це не мало успіху.

### Паровий автомобіль Ширера з Південної Австралії
Починаючи з 1894 року Девід Ширер спроектував і побудував перший автомобіль в Австралії. Він міг розвивати швидкість 15 миль на годину (24 км/год) на вулицях Аделаїди, Південна Австралія. Котел був його власної розробки - горизонтальний котел напівспалахового типу. Рульове управління було румпельного типу, а на фотографії автомобіля видно, що він перевозить вісьмох пасажирів. У газетній статті, присвяченій автомобілю, наведено креслення конструкції в розрізі. Перші офіційні дорожні випробування автомобіля відбулися в 1899 році.

### Парові автомобілі De Dion & Bouton
Розробка Леоном Серполле парового котла, що спалахує, призвела до появи різних зменшених парових трициклів та квадрициклів наприкінці 80-х та на початку 90-х років, особливо де Діона та Бутона, які успішно змагалися в гонках на довгі дистанції, але незабаром зіткнулися з жорсткою конкуренцією за прихильність публіки з боку автомобілів з двигуном внутрішнього згоряння, що розроблялися, особливо Пежо, які швидко зайняли більшу частину популярного ринку. Перед обличчям потоку автомобілів з двигунами внутрішнього згоряння прихильникам парового автомобіля довелося вести довгу битву в тилу, яка тривала аж до наших днів.

### Локомобільна компанія Америки
Ця американська фірма купила патенти у братів Стенлі і почала будувати свої парові коляски з 1898 по 1905 рік. Locomobile Company of America зайнялася будівництвом газових автомобілів і проіснувала до самої Депресії.

### Stanley Motor Carriage Company
У 1902 році близнюки Френсіс Е. Стенлі (1849-1918) і Фрілан О. Стенлі заснували компанію Stanley Motor Carriage Company. Вони створили такі відомі моделі, як Stanley Rocket 1906 року, Stanley K Raceabout 1908 року та Stanley Steam Car 1923 року.

## Початок і середина 20 століття
Більш детальну історію парових автомобілів 20 століття див. у розділі Паровий автомобіль.
У 1906 році рекорд швидкості на суші був побитий паровим автомобілем Стенлі, пілотованим Фредом Маріоттом, який досяг 127 миль/год (204 км/год) в Ормонд-Біч, штат Флорида. Цей щорічний тижневий "Тиждень швидкості" був попередником сьогоднішніх перегонів "Дайтона-500". Цей рекорд не був перевищений жодним наземним транспортним засобом до 1910 року і залишався світовим рекордом швидкості на паровому двигуні до 25 серпня 2009 року.

### Добрий паровий автомобіль
Були зроблені спроби вивести на ринок більш досконалі парові машини, найбільш примітною з яких була парова машина Добла, яка дуже помітно скоротила час запуску завдяки високоефективному монотрубному парогенератору для нагрівання набагато меншої кількості води, а також ефективній автоматизації управління пальником і подачею води. До 1923 року парові машини Добла можна було заводити з холоду поворотом ключа і рушати з місця за 40 секунд або менше.

### Парова машина Paxton Phoenix
Абнер Добль розробив двигун Doble Ultimax для парового автомобіля Paxton Phoenix, побудованого інженерним підрозділом Paxton корпорації McCulloch Motors, Лос-Анджелес. Його стійка максимальна потужність становила 120 к.с. (89 кВт). Проект був остаточно закритий у 1954 році.

### Занепад розвитку паровозобудування
Парові автомобілі стали менш популярними після прийняття на озброєння електричного стартера, який усунув необхідність ризикованого ручного прокручування для запуску автомобілів, що працюють на бензині. Впровадження Генрі Фордом конвеєрного масового виробництва, яке значно знизило вартість володіння звичайним автомобілем, також стало сильним фактором занепаду парового автомобіля, оскільки Модель Т була і дешевою, і надійною.

## Кінець 20 століття
Див. паровий автомобіль#Забруднення повітря, паливні кризи, відродження та ентузіасти

### Відновлення інтересу
У 1968 році було виявлено новий інтерес, іноді викликаний новими доступними методами. Деякі з цих конструкцій використовували безпечніші та більш чутливі водотрубні котли. Прототип машини був побудований Чарльзом Дж. та Кельвіном Е. Вільямсом з Амблера, штат Пенсильванія. Інші високопродуктивні парові машини були побудовані Річардом Смітом (Richard J. Smith) з Мідвей-Сіті, Каліфорнія, та А.М. і Е. Прітчардом (A.M. and E. Pritchard) з Колфілда, Австралія. Такі компанії/організації, як Controlled Steam Dynamics з Меси, штат Аризона, General Motors, Thermo-Electron Corp. з Уолтема, штат Массачусетс, і Kinetics Inc. з Сарасоти, штат Флорида, будували високопродуктивні парові двигуни в той же період. Білл Лір також розпочав роботу над паровою турбіною із замкнутим контуром для живлення автомобілів і автобусів, побудував транзитний автобус і переобладнав седан Chevrolet Monte Carlo для використання цієї турбінної системи. Вона використовувала запатентовану робочу рідину, названу Лірієм, можливо, хлорфторвуглець, подібний до фреону DuPont.
У 1970 році був виготовлений варіант парової машини Уоллеса Л. Мінто (Wallace L. Minto), який працює на фторвуглеці Ucon U-113 як обочого тіла замість води. Машина отримала назву машина Мінто.

### Рекорд швидкості на суші
25 серпня 2009 року команда британських інженерів з Гемпширу запустила свій паровий автомобіль "Inspiration" на авіабазі Едвардс в пустелі Мохаве і розвинула середню швидкість 139,84 миль/год (225,05 км/год) за два заїзди, під керуванням Чарльза Бернетта III. Машина мала довжину 7,62 м (25 футів 0 дюймів) і вагу 3 000 кг (6 614 фунтів), була побудована з вуглецевого волокна і алюмінію і містила 12 котлів з понад 2 милями (3,2 км) парових трубок.